# Dachsteinsüdwandhütte
Die Dachsteinsüdwandhütte ist eine private Alpenhütte in 1871 m ü. A. Höhe südlich des Hohen Dachsteins, dessen Südwand von hier aus aufragt. Sie gehört politisch zur Gemeinde Ramsau am Dachstein im österreichischen Bundesland Steiermark.
Aufgrund der leichten Erreichbarkeit ist die Dachsteinsüdwandhütte ein vielbesuchtes Ausflugsziel für Wanderer und Tagesgäste.
Zugleich bildet sie einen Stützpunkt für die Kletterrouten sowie den Johann-Klettersteig in der Dachstein-Südwand, einer der anspruchsvollsten Wände der Alpen.
Die Hütte liegt in der Pufferzone des UNESCO-Welterbegebiets Kulturlandschaft Hallstatt–Dachstein/Salzkammergut, und im Naturschutzgebiet Nordwestlicher Teil der Gemeinde Ramsau am Dachstein (Pflanzenschutzgebiet, NSG 02c) und Landschaftsschutzgebiet Dachstein–Salzkammergut, direkt nördlich beginnen die beiden großen Naturdenkmale Dachsteinsüdwand sowie Dachsteinsüdabsturz und Edelgrießgletscher.

## Geschichte
Die Hütte wurde 1924 vom Zweig Austria des Deutschen und Österreichischen Alpenverein errichtet und befindet sich heute in Privatbesitz.

## Zugänge
- Von der Türlwandhütte an der Dachstein-Südwandbahn (1700 m, Parkplatz), Gehzeit: 35 Minuten
- Von Ramsau über Edelbrunn, Brandriedel und Austriahütte, leicht, Gehzeit: ca. 3 Stunden

## Klettersteige
- Anna (C/D), 2,5 Stunden[1]
- Johann (Südwandklettersteig) (E), 4 Stunden[2]
- Skywalk (D/E) 1 Stunde[3]

## Karten
- Alpenvereinskarte Blatt 14 Dachstein (1:25.000)[4]

## Bildergalerie

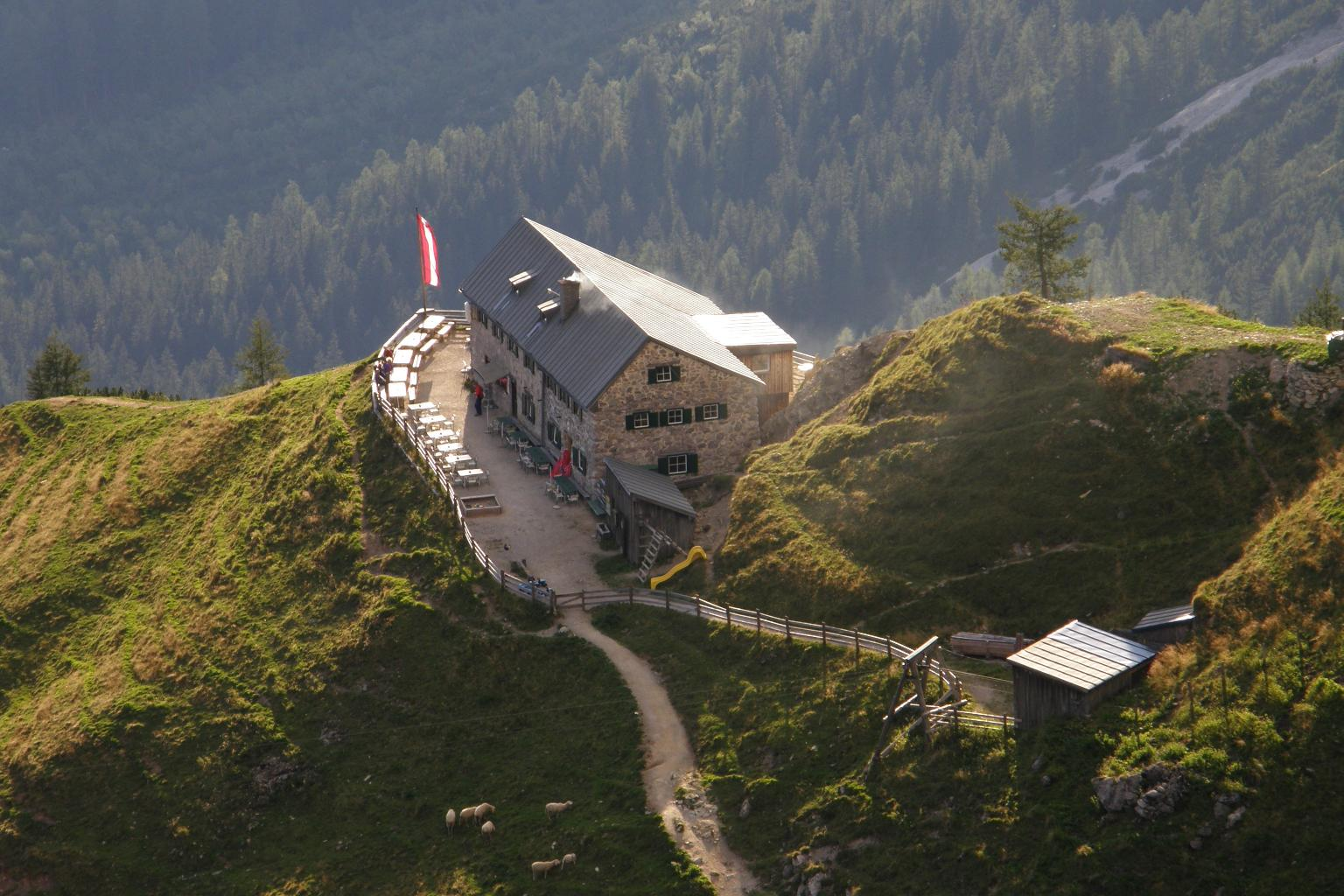
Ostansicht der Alpenhütte
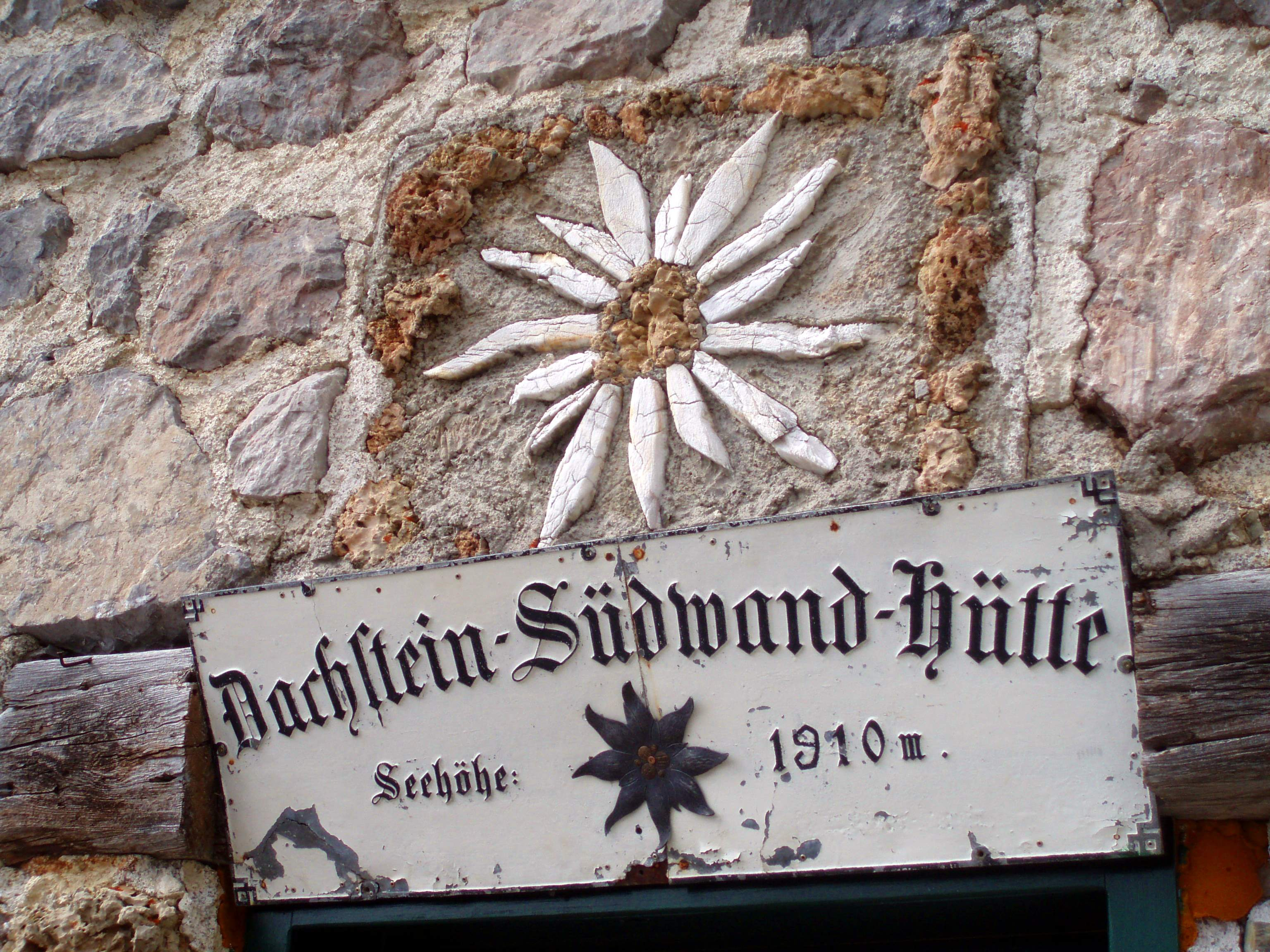
Eingangsschild mit falscher Höhenangabe